# Mukhiguda
Mukhiguda là một thị trấn thống kê (census town) của quận Kalahandi thuộc bang Orissa, Ấn Độ.

## Nhân khẩu
Theo điều tra dân số năm 2001 của Ấn Độ, Mukhiguda có dân số 6859 người. Phái nam chiếm 54% tổng số dân và phái nữ chiếm 46%. Mukhiguda có tỷ lệ 74% biết đọc biết viết, cao hơn tỷ lệ trung bình toàn quốc là 59,5%: tỷ lệ cho phái nam là 83%, và tỷ lệ cho phái nữ là 64%. Tại Mukhiguda, 13% dân số nhỏ hơn 6 tuổi.